# Team Visma-Lease a Bike (Frauenradsport)
Das Team Visma | Lease a Bike ist ein niederländisches Radsportteam im Frauenradsport auf der Straße mit Sitz in ’s-Hertogenbosch.

## Organisation und Geschichte
Betreiber des Teams ist das Unternehmen Team Oranje Road BV, welches im Männerradsport auch das UCI WorldTeam Jumbo-Visma unterhält und die Mannschaft zur Saison 2021 bei der Union Cycliste Internationale als UCI Women’s Continental Team registrieren ließ. Eine Lizenzierung als UCI Women’s WorldTeam war nach den Regeln der UCI im ersten Jahr des Bestehens nicht möglich.
Erste Managerin des Teams wurde Esra Tromp, die diese Funktion zuvor bei Parkhotel Valkenburg ausübte. Star der neugegründeten Mannschaft wurde Marianne Vos. Zu den weiteren bekannten Fahrerinnen der Saison 2021 gehören Riejanne Markus, die wie Vos zuvor für CCC-Liv fuhr, sowie die von Parkhotel Valkenburg gekommenen Anouska Koster und Romy Kasper.
Zur Saison 2022 wurde die Mannschaft als UCI Women’s WorldTeam lizenziert. 2023 verstärkte sich das Team mit der Weltmeisterin im Cyclocross Fem van Empel. 2025 kehrte die Olympiasiegerin im Cross-Country Pauline Ferrand-Prévot aus dem Mountainbikesport auf die Straße zurück. Zudem verpflichtete das Team mit Viktória Chladoňová und Imogen Wolff zwei Junioren-Weltmeisterinnen aus der Saison 2024.

## Platzierungen in UCI-Ranglisten
| UCI World Tour | UCI World Tour | UCI World Tour         | UCI World Tour |
| Jahr           | Teamwertung    | Einzelwertung          |                |
| -------------- | -------------- | ---------------------- | -------------- |
| 2021           | 8.             | Marianne Vos (4. )     |                |
| 2022           | 7.             | Marianne Vos (17. )    |                |
| 2023           | 8.             | Riejanne Markus (25. ) |                |
| 2024           | 6.             | Marianne Vos (7. )     |                |
|                |                |                        |                |
| Quelle: UCI    |                |                        |                |

| UCI Ranking | UCI Ranking | UCI Ranking            | UCI Ranking |
| Jahr        | Teamwertung | Einzelwertung          |             |
| ----------- | ----------- | ---------------------- | ----------- |
| 2021        | 9.          | Marianne Vos (3. )     |             |
| 2022        | 10.         | Marianne Vos (24. )    |             |
| 2023        | 8.          | Riejanne Markus (22. ) |             |
| 2024        | 6.          | Marianne Vos (5. )     |             |
|             |             |                        |             |
| Quelle: UCI |             |                        |             |

## Mannschaft 2025
| Teamkader 2025          | Teamkader 2025     | Teamkader 2025         | Teamkader 2025                   |
| Name                    | Geburtsdatum       | Land                   | Vorheriges Team                  |
| ----------------------- | ------------------ | ---------------------- | -------------------------------- |
| Carlijn Achtereekte     | 29. Januar 1990    | Niederlande            |                                  |
| Marion Bunel            | 7. Oktober 2004    | Frankreich             | St Michel-Mavic-Auber 93 (2024)  |
| Viktória Chladoňová     | 15. November 2006  | Slowakei               |                                  |
| Femke de Vries          | 16. April 1994     | Niederlande            | GT Krush Rebellease (2024)       |
| Pauline Ferrand-Prévot  | 10. Februar 1992   | Frankreich             |                                  |
| Martina Fidanza         | 5. November 1999   | Italien                | Ceratizit-WNT Pro Cycling (2024) |
| Mijntje Geurts          | 25. Oktober 2003   | Niederlande            | Lotto Dstny Ladies (2023)        |
| Lieke Nooijen           | 20. Juli 2001      | Niederlande            | Parkhotel Valkenburg (2023)      |
| Maud Oudeman            | 29. September 2003 | Niederlande            | Canyon-SRAM Racing (2022)        |
| Rosita Reijnhout        | 8. April 2004      | Niederlande            |                                  |
| Linda Riedmann          | 23. März 2003      | Deutschland            |                                  |
| Eva van Agt             | 18. März 1997      | Niederlande            | Le Col-Wahoo (2022)              |
| Fem van Empel           | 3. September 2002  | Niederlande            | Pauwels Sauzen-Bingoal (2022)    |
| Nienke Veenhoven        | 20. März 2004      | Niederlande            |                                  |
| Margaux Vigié           | 21. Juli 1995      | Frankreich             | Lifeplus Wahoo (2023)            |
| Sophie von Berswordt    | 21. Mai 1996       | Niederlande            |                                  |
| Marianne Vos            | 13. Mai 1987       | Niederlande            | CCC-Liv (2020)                   |
| Imogen Wolff            | 26. März 2006      | Vereinigtes Königreich | Shibden Hope Tech Apex (2024)    |
|                         |                    |                        |                                  |
| Quelle: ProCyclingStats |                    |                        |                                  |